# Zarak Khan
Zarak Khan (Originaltitel: Zarak) ist ein britischer Abenteuerfilm aus dem Jahr 1956, der auf dem 1949 erschienenen Buch The Story of Zarak Khan von A. J. Bevan basiert.

## Hintergrund
Der Film basiert auf einem Buch von A. J. Bevan aus dem Jahr 1950, das ein Vorwort von Feldmarschall William Slim enthielt. Bevan zufolge war der echte Zarak Khan ein Afghane, der den größten Teil seines Lebens damit verbrachte, in den 1920er und 1930er Jahren an der Nordwestgrenze gegen die Briten zu kämpfen. Zu seinen Verbrechen gehörte der Mord an einem heiligen Mann. Schließlich ergab er sich und wurde zu einer lebenslangen Haftstrafe auf den Andamanen verurteilt. Als die Japaner die Inseln besetzten, blieb er jedoch in seiner Zelle.
Khan wurde schließlich zu einer Bewährungsstrafe verurteilt und arbeitete für die Briten im damaligen Birma. Im Jahr 1943 führte er eine Patrouille an, deren britischer Offizier in einem Hinterhalt getötet wurde. Er beobachtete, wie eine andere britische Patrouille von den Japanern angegriffen wurde, und sandte Boten aus, um eine Gurkha-Truppe herbeizurufen. Um die Japaner daran zu hindern, mit ihren Gefangenen zu entkommen, bevor die Gurkhas eintrafen, griff er sie im Alleingang an und tötete oder verwundete sechs Soldaten, bevor er überwältigt wurde. Er weigerte sich, geköpft zu werden, und bestand darauf, lebendig gehäutet zu werden, um Zeit zu gewinnen, damit die Gurkhas eintreffen konnten.
Warwick Films kaufte 1953 die Filmrechte. Der Produzent Irving Allen sagte, er sei mehr an der Figur des Zarak Khan als an den im Buch beschriebenen Ereignissen interessiert. Er zog in Erwägung, Khans Nationalität zu ändern, um die Rolle Errol Flynn anzubieten, entschied sich aber schließlich dafür, den Film als fiktive Geschichte im 19. Jahrhundert spielen zu lassen. Der regelmäßige Warwick-Autor Richard Maibaum schrieb das Drehbuch.

## Veröffentlichung
Das ursprüngliche Filmposter wurde vom House of Lords, dem Oberhaus des britischen Parlaments, als an Obszönität grenzend befunden und im Vereinigten Königreich verboten.

## Rezeption
- Lexikon des internationalen Films: „Historischer Abenteuerfilm mit zahlreichen Schlachten im Grenzgebiet von Indien und Afghanistan; abenteuerlich in Wild-West-Manier, sprunghaft in der Handlung und wenig übersichtlich.“[7]